# Liste der kyrkliga Kulturminnen in Olofström (Gemeinde)
Diese Liste der kyrkliga Kulturminnen in Olofström (Gemeinde) zeigt die kirchlichen Kulturdenkmale (schwedisch kyrkliga Kulturminnen) der Gemeinde Olofström in der schwedischen Provinz Blekinge län mit den Ortschaften (schwedisch tätorter) Gränum, Jämshög, Kyrkhult, Olofström und Vilshult. Es werden die kirchlichen Kulturdenkmale aufgeführt, die auf dem nationalen Denkmalregister (schwedisch Bebyggelseregistret - BeBR) gelistet sind, welches weitere Informationen zu den registrierten Kirchendenkmälern enthält.

## Begriffserklärung
Kyrkliga kulturminnen (schwedisch für kirchliche Kulturdenkmale) sind in Schweden Bauwerke mit einer direkten Beziehung als religiöse Stätte oder einer religiösen Praxis. Im Gesetz über die kulturelle Umwelt ist festgelegt, dass der kulturelle und historische Wert, das Aussehen und der Charakter von Kirchengebäuden und -geländen erhalten bleiben müssen, insbesondere wenn sie vor 1940 gebaut oder angelegt wurden. Als kyrkliga Kulturminnen zählen u. a. Kirchengebäude und benachbarte Friedhöfe, Kirchhöfe und andere religiöse Stätten, welche dauerhaft oder vollständig in religiöse Praxis einbezogen sind; dabei können Teile dieser Denkmale auch als Einzeldenkmal unter Byggnadsminnen (schwedisch für Baudenkmale) oder ehemalige und verlassene Teile unter Fornminnen (schwedisch für alte/antike Denkmale oder archäologische Funde) registriert sein.

## Legende

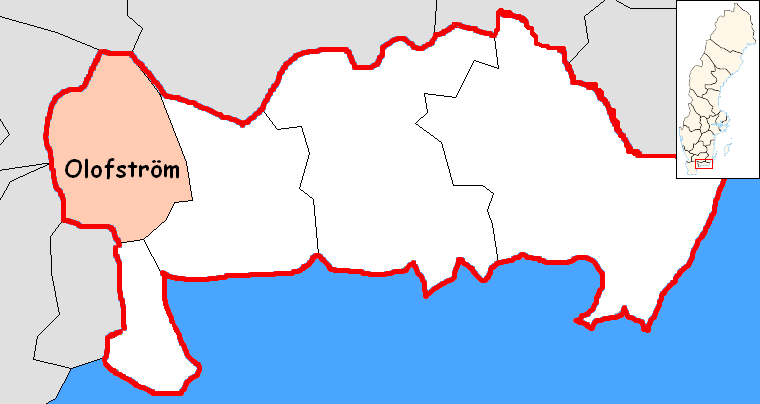
Lage der Gemeinde Olofström

| ID           | = | ID.Nr. des Denkmalregisters (BeBR) im „Swedish National Heritage Board“ (Riksantikvarieämbetet (RAÄ)) |
| Lage         | = | Adresse, Flurstück und Koordinatenangabe des Standorts                                                |
| Bezeichnung  | = | Bezeichnung/Name des Kirchenbauwerks/der religiösen Stätte in Landessprache (schwedisch)              |
| Beschreibung | = | deutscher Name (Funktion/Baujahr, wenn bekannt) sowie eine kurze Beschreibung des Objekts             |
| Bild         | = | Bild des Objekts sowie Verweis auf weitere Bilder                                                     |

## Gemeinde Olofström
| ID             | Lage                                                    | Bezeichnung      | Beschreibung | Bild           |
| -------------- | ------------------------------------------------------- | ---------------- | --- | -------------- |
| 21300000010871 | Kyrkovägen 5 293 73 Jämshög (Jämshög 10:2) (Karte)      | Jämshögs kyrka   | Kirche Jämshög (Kirche mit Friedhof, 1804) Die erste Kirche von Jämshög (Ortschaft ca. 5 km südlich Olofström) war der Überlieferung zufolge eine Holzkirche aus dem 12. Jh., welche im 13. Jh. durch eine Backsteinkirche ersetzt wurde. Während des nordischen siebenjähriges Krieges (1563–1570) wurde sie zerstört und beim Wiederaufbau das Kirchenschiff verlängert, sowie 1778 um eine Sakristei erweitert. 1803 wurde Jämshög und die Kirche durch einen Brand fast völlig zerstört, nur die Kirchenmauern blieben erhalten. 1804 wurde die heutige Kirche nach Entwürfen des schwedischen Architekten Olof Tempelman mit einer Erweiterung mit einem Turm neu errichtet und der Bau bis 1833 abgeschlossen sowie um Gemeindehäuser (nördlich, heute „Petrusgården“) und ein Pfarrhaus im Süden erweitert. Der Friedhof verläuft auf gartenähnlichen Wegen in West-Ost-Richtung, deren Mittelpunkt ein Brunnen bildet (siehe auch Referenzquelle, S. 79 ff.). | Weitere Bilder |
| 21300000003532 | Fridaforsvägen 2 290 60 Kyrkhult (Kyrkhult 3:1) (Karte) | Kyrkhults kyrka  | Kirche Kyrkhult (Kirche mit Friedhof, 1865) Die Kirche in Kyrkhult wurde 1865 nach Plänen des schwedischen Architekten Frans Gustaf Abraham Dahl erbaut, sie besteht aus einem dreijochigen Schiff mit einem Kirchturm im Westen und einem 5-seitigen Chor im Osten. Die Kirche mit fast 800 Sitzplätzen unterteilt sich in drei Schiffe und eine Art Triumphbogen markiert den Übergang zum Chor mit Sakristei. Um die Kirche befindet sich der Friedhof mit symmetrischen Wegen und fast rechteckigen Grabfeldern. Das Gemeindehaus befindet sich außerhalb im Nordwesten. (siehe auch Referenzquelle, S. 73 ff.) | Weitere Bilder |
| 21300000010851 | Romans väg 293 34 Olofström (Holje 160:54) (Karte)      | Olofströms kyrka | Kirche Olofström (Kirche mit Gemeindehaus, 1933) Das Kirchengebäude in Olofström war ursprünglich eine Kapelle von 1933 und wurde 1962 mit den schwedischen Architekten Hanna und Roy Victorson umgebaut, sowie 1986 um die Eingangshalle, den Nordwestflügel und den Pfarrhof ergänzt. Südlich der Kirche befindet sich ein freistehender Glockenturm, welcher 1939 nach Plänen des Architekten Martin Westerberg errichtet wurde, die Glocken darin wiegen 632 und 348 kg und wurden in der Glockengießerei Bergholtz in Stockholm gefertigt. | Weitere Bilder |